# Gunung Raja (Lubai)
Gunung Raja is een bestuurslaag in het regentschap Muara Enim van de provincie Zuid-Sumatra, Indonesië. Gunung Raja telt 2728 inwoners (volkstelling 2010).